# Station Grupont
Station Grupont (Frans: gare de Grupont) is en spoorwegstation langs spoorlijn 162 (Namen - Aarlen - Luxemburg) in Grupont, een deelgemeente van de gemeente Tellin. Het is nu een stopplaats.

## Bus
De buslijnen 29 (Station Jemelle — Station Grupont) en 62 (Station Grupont — Station Rochefort) van TEC stoppen bij het station.

## Treindienst
| Serie              | Treinsoort          | Route | Bijzonderheden                                                           |
| ------------------ | ------------------- | --- | ------------------------------------------------------------------------ |
| L 950              | L-trein (NMBS)      | Marloie – Grupont – Libramont                                                                                                   | Rijdt 1x/2 uur.                                                          |
| P 7610/8610        | Piekuurtrein (NMBS) | Libramont – Grupont – Ciney | Rijdt alleen op werkdagen.                                               |
| P 7620/8620RE 8600 | Piekuurtrein (NMBS) | [ Luxemburg – Virton ] / [ [ Aarlen – Virton – ] / [ Dinant – ] Libramont – [ Grupont – Ciney ] ]                               | Een rechtstreekse trein Aarlen - Libramont. Een trein Libramont - Ciney. |
| P 7670/8670        | Piekuurtrein (NMBS) | [ Namen – Sart-Bernard ] / [ Rochefort-Jemelle – [ Grupont – Libramont ] / [ Rivage – Luik-Guillemins – Luik-Sint-Lambertus ] ] | Rijdt alleen op werkdagen.                                               |

## Galerij

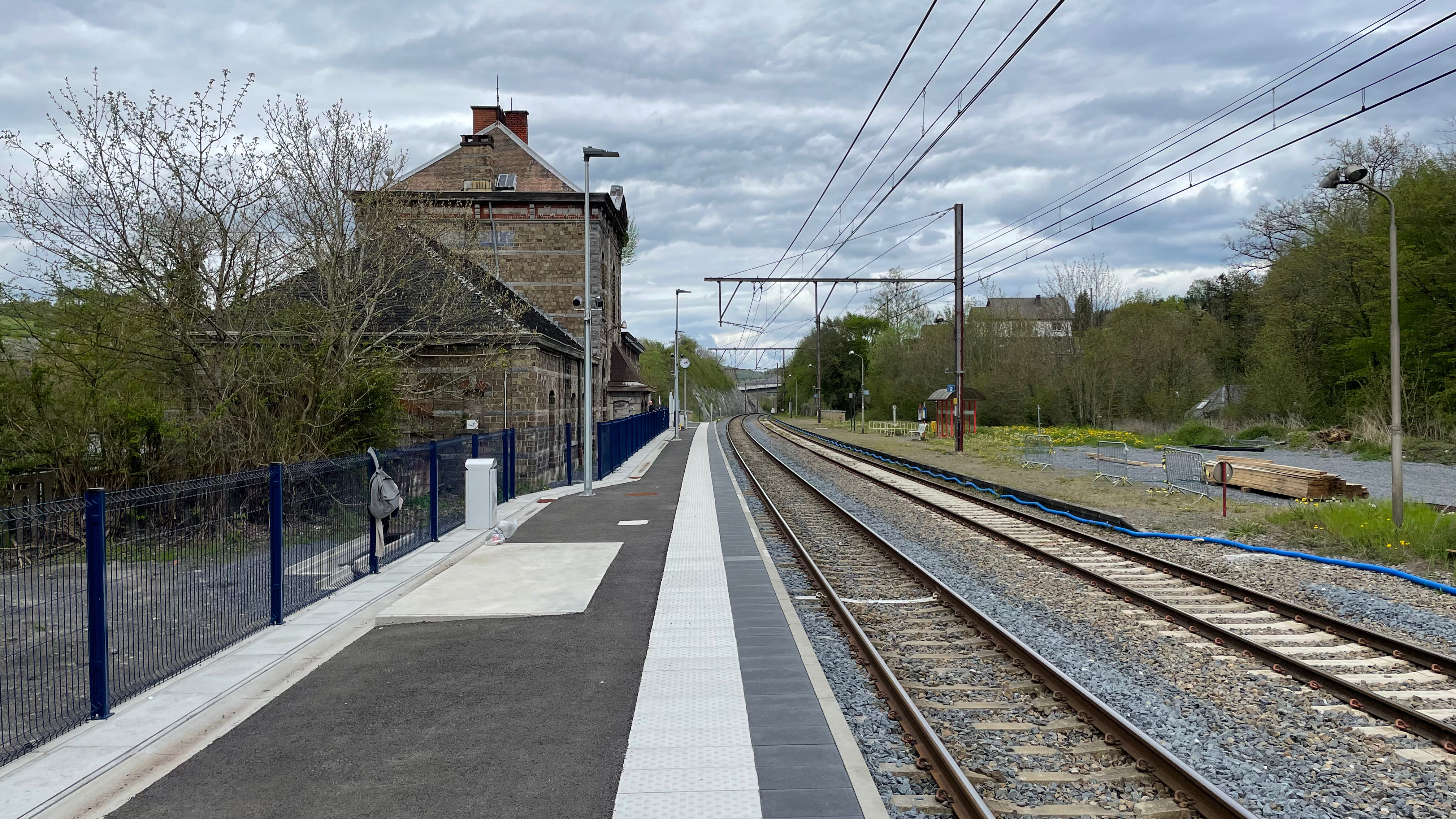
Zicht op het perron
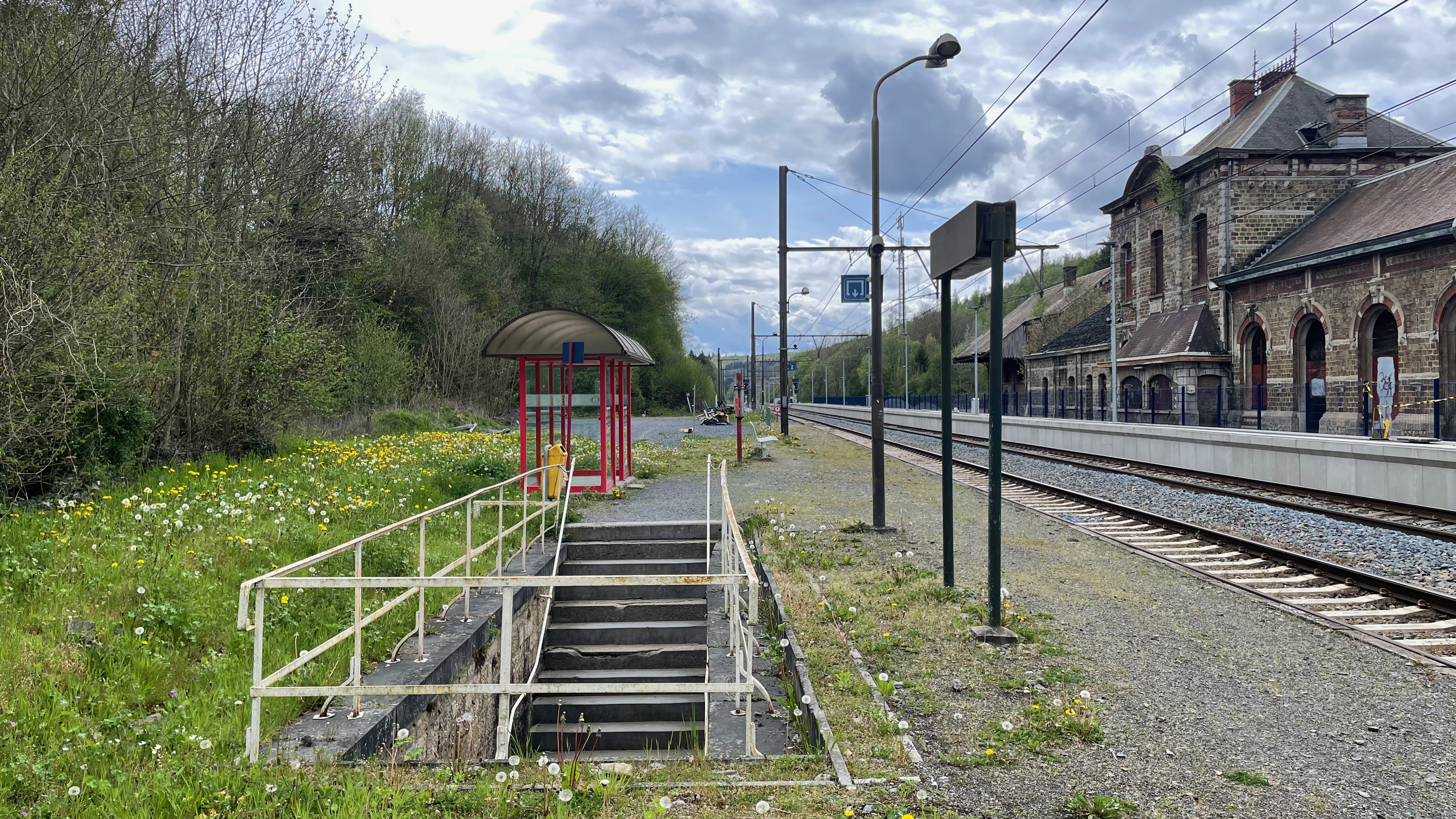
Het station (2023)
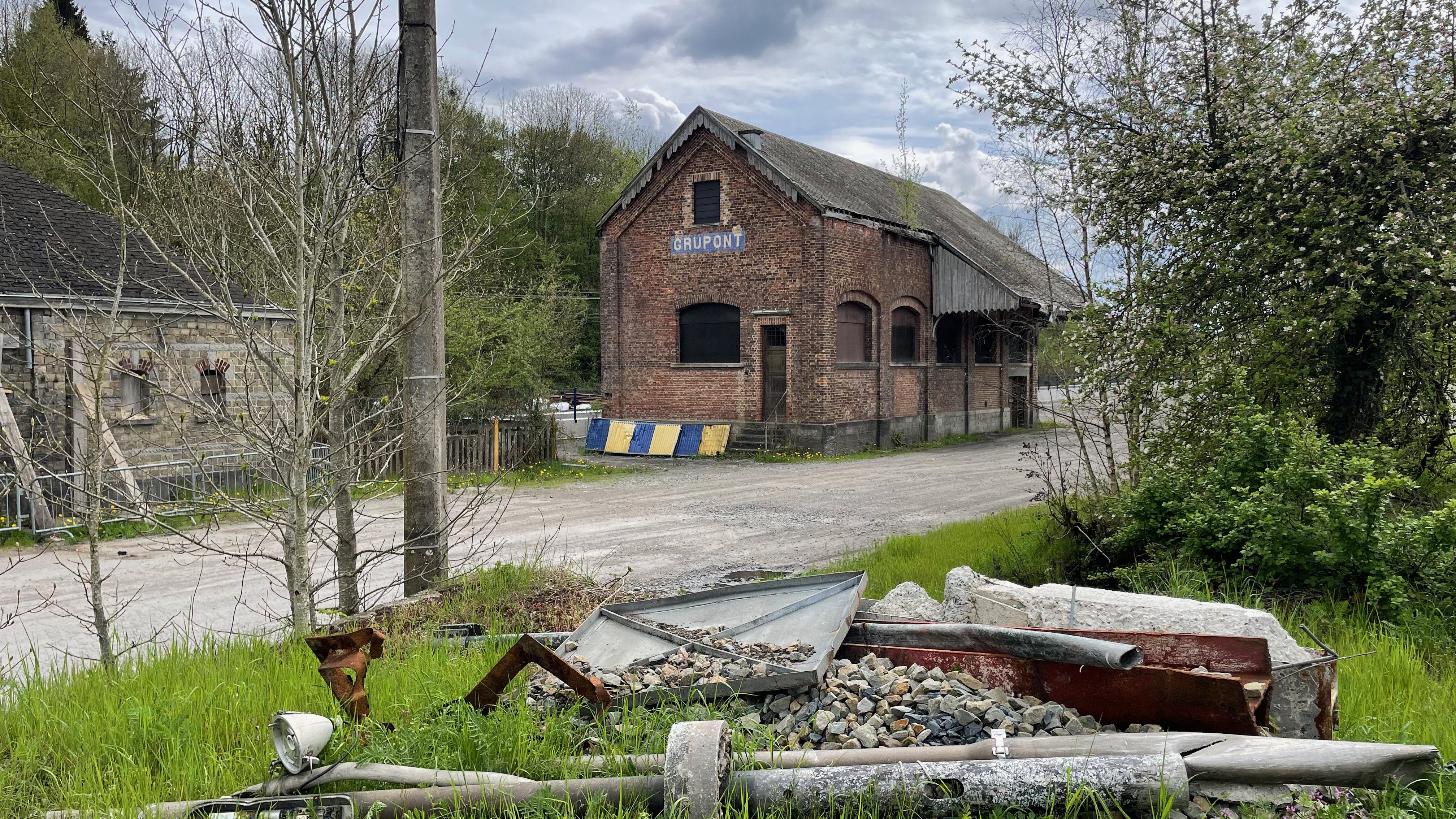
Goederenloods

## Reizigerstellingen
De grafiek en tabel geven het gemiddeld aantal instappende reizigers weer op een week-, zater- en zondag.
| Tabel: aantal instappende reizigers station Grupont | Tabel: aantal instappende reizigers station Grupont | Tabel: aantal instappende reizigers station Grupont | Tabel: aantal instappende reizigers station Grupont |
|                                                     | Weekdag                                             | Zaterdag                                            | Zondag                                              |
| --------------------------------------------------- | --------------------------------------------------- | --------------------------------------------------- | --------------------------------------------------- |
| 1977                                                | 110                                                 | 38                                                  | 46                                                  |
| 1978                                                | 119                                                 | 40                                                  | 25                                                  |
| 1979                                                | 108                                                 | 43                                                  | 50                                                  |
| 1980                                                | 104                                                 | 22                                                  | 43                                                  |
| 1981                                                | 126                                                 | 34                                                  | 21                                                  |
| 1982                                                | 126                                                 | 19                                                  | 22                                                  |
| 1983                                                | 105                                                 | 30                                                  | 28                                                  |
| 1984                                                | 107                                                 | 14                                                  | 22                                                  |
| 1985                                                | 97                                                  | 13                                                  | 11                                                  |
| 1986                                                | 76                                                  | 24                                                  | 35                                                  |
| 1987                                                | 126                                                 | 15                                                  | 23                                                  |
| 1988                                                | 83                                                  | 10                                                  | 37                                                  |
| 1989                                                | 76                                                  | 11                                                  | 17                                                  |
| 1990                                                | 83                                                  | 12                                                  | 24                                                  |
| 1991                                                | 99                                                  | 14                                                  | 37                                                  |
| 1992                                                | 129                                                 | 17                                                  | 28                                                  |
| 1993                                                | 81                                                  | 4                                                   | 15                                                  |
| 1994                                                | 91                                                  | 3                                                   | 100                                                 |
| 1995                                                | 51                                                  | 11                                                  | 12                                                  |
| 1996                                                | 90                                                  | 14                                                  | 19                                                  |
| 1997                                                | 99                                                  | 3                                                   | 11                                                  |
| 1998                                                | 61                                                  | 9                                                   | 31                                                  |
| 1999                                                | 103                                                 | 6                                                   | 8                                                   |
| 2000                                                | 94                                                  | 7                                                   | 8                                                   |
| 2001                                                | 74                                                  | 10                                                  | 10                                                  |
| 2002                                                | 85                                                  | 5                                                   | 18                                                  |
| 2003                                                | 69                                                  | 24                                                  | 27                                                  |
| 2004                                                | 53                                                  | 10                                                  | 8                                                   |
| 2005                                                | 78                                                  | 16                                                  | 10                                                  |
| 2006                                                | 85                                                  | 12                                                  | 52                                                  |
| 2007                                                | 81                                                  | 12                                                  | 14                                                  |
| 2008                                                | -                                                   | -                                                   | -                                                   |
| 2009                                                | 101                                                 | 13                                                  | 15                                                  |
| 2010                                                | -                                                   | -                                                   | -                                                   |
| 2011                                                | -                                                   | -                                                   | -                                                   |
| 2012                                                | 73                                                  | 9                                                   | 9                                                   |
| 2013                                                | 86                                                  | 11                                                  | 19                                                  |
| 2014                                                | 49                                                  | 37                                                  | 17                                                  |
| 2015                                                | 50                                                  | 12                                                  | 16                                                  |
| 2016                                                | 38                                                  | 11                                                  | 17                                                  |
| 2017                                                | 34                                                  | 19                                                  | 19                                                  |
| 2018                                                | 34                                                  | 17                                                  | 18                                                  |
| 2019                                                | 41                                                  | 31                                                  | 22                                                  |
| 2020                                                | 35                                                  | 16                                                  | 15                                                  |
| 2021                                                | -                                                   | -                                                   | -                                                   |
| 2022                                                | 70                                                  | 51                                                  | 81                                                  |
| 2023                                                | 68                                                  | 41                                                  | 30                                                  |
| 2024                                                | 69                                                  | 51                                                  | 38                                                  |

0,0: Namen ·
2,1: Jambes-Oost ·
5,0: Dave-Saint-Martin ·
7,8: Naninne ·
10,9: Sart-Bernard ·
14,0: Courrière ·
16,7: Assesse ·
18,3: Florée ·
20,5: Natoye ·
26,4: Braibant ·
29,0: Ciney ·
32,0: Leignon ·
32,9: Chapois ·
39,1: Haversin ·
45,8: Hogne ·
48,9: Aye ·
51,2: Marloie ·
57,6: Rochefort-Jemelle ·
60,0: Forrières ·
62,8: Lesterny ·
65,9: Grupont ·
72,1: Mirwart ·
76,2: Poix-Saint-Hubert ·
80,0: Hatrival ·
89,7: Libramont ·
94,8: Verlaine ·
98,5: Neufchâteau ·
100,4: Hamipré ·
105,0: Cousteumont ·
107,1: Lavaux ·
111,1: Mellier ·
114,8: Marbehan ·
115,9: Rulles ·
118,5: Houdemont ·
121,6: Habay ·
125,8: Hachy ·
128,0: Fouches ·
132,7: Stockem ·
134,0: Viville ·
135,8: Aarlen ·
137,6: Weyler ·
140,3: Autelbas ·
142,6: Barnich ·
145,5: Sterpenich